# Pretoria News

Pretoria News est un quotidien national d'Afrique du Sud, publié à Pretoria. 
Quotidien indépendant, il est principalement vendu dans la province du Gauteng mais est aussi distribué dans les provinces de l'ancien Transvaal. Autrefois quotidien de la population blanche de Pretoria de langue anglaise, ses 86 000 lecteurs quotidiens sont aujourd'hui majoritairement noir (65 % de lecteurs noirs contre 33 % de lecteurs blancs). 
Pretoria News a été fondé en 1898 par Leo Weinthal (1865-1930), un proche de Paul Kruger, le président de la république sud-africaine du Transvaal. Weinthal était déjà  éditeur de The Press, un hebdomadaire local de Pretoria.
Au début des années 2000, le titre s'enrichit d'une maxime (Pretoria News, the paper for the people of Tshwane) et d'un emblème (les Union Buildings). 
En 2007, Zingisa Mkhuma devint la première femme noire à devenir rédacteur en chef de Pretoria News. 